# Lens Annab
Lens Annab (Nadjem-Lens Annab) (Maaseik, 20 juli 1988) is een Belgisch-Algerijns voetballer die als middenvelder speelt.
Annab groeide op in Eisden dorp waar hij zich op jonge leeftijd aansloot bij lokale club Eisden Sport. Hij realiseerde in april 2008 een transfer van de destijds derde provincialer naar eersteklasser KVC Westerlo. Een tijdje combineerde hij veldvoetbal nog met zaalvoetbal bij tweedeklasser ZVK Eisden Dorp, maar hij werd teruggefloten door toenmalig hoofdtrainer van Westerlo Jan Ceulemans.
Op 23 september 2009 mocht hij starten in een met 1-2 gewonnen wedstrijd tegen AA Gent. Nadat Westerlo degradeerde mocht hij gaan voetballen bij ES Sétif. Hij werd hier niet of steeds te laat betaald en kwam weinig aan spelen toe. Na een verloren jaar bij K Lierse SK sloot hij aan bij tweedeklasser ASV Geel, dat aan het einde van het seizoen zijn contract niet verlengde. Na een seizoen zonder club tekende hij een contract bij Thes Sport en bij de aanloop naar het seizoen 2018-2019 bij Patro Eisden Maasmechelen.